# Odjazd
Odjazd è l'ottavo album in studio della cantante polacca Renata Przemyk, pubblicato il 13 novembre 2009 su etichetta discografica QL Music.

## Tracce
CD1 – Normalny
1. Odjazd – 4:00
2. To że jesteś – 3:36
3. I człowiek i mebel – 3:04
4. Niech mnie ktoś obudzi – 3:01
5. Polska biel – 3:34
6. Ile kosztuje miłość – 3:32
7. Jak tu wybaczać – 3:20
8. Małe niebo – 3:29
9. Zamalowana twarz – 3:12
10. Póki świeci słońce – 3:33
11. Słony żal – 3:39

CD2 – Demo
1. Profan – 3:39
2. Niech mnie ktoś obudzi – 2:54
3. Musisz wiedzieć – 3:19
4. Odjazd – 3:20
5. Jak tu wybaczać – 3:17
6. I człowiek i mebel – 3:07
7. Słony żal – 3:00
8. Póki świeci słońce – 2:49
9. Zamalowana twarz – 2:44
10. Małe niebo – 3:17
11. Ile kosztuje miłość – 2:52
12. To że jesteś – 3:08
13. Zamiast ciszy – 2:52

## Classifiche
| Classifica (2009) | Posizione massima |
| ----------------- | ----------------- |
| Polonia           | 19                |